# Srednja Vas v Bohinju
Srednja Vas v Bohinju é uma vila localizada no município de Bohinj na Eslovênia. Possuía uma população estimada de 493 habitantes em 2020.